# A jó, a rossz és a halott
A jó, a rossz és a halott (eredeti cím: The Good, the Bad, and the Dead) 2015-ös amerikai bűnügyi-akciófilm, melyet Timothy Woodward Jr. rendezett és a főszereplők Johnny Messner, Dolph Lundgren, Danny Trejo, Vivica A. Fox és Michael Paré.
2015. szeptember 11-én mutatták be, majd október 6-án adták ki DVD-n és Blu-rayen.

## Cselekmény
A film középpontjában egy Brian Barns nevű férfi áll, aki a sivatag közepén ébred fel anélkül, hogy emlékezne, ki is ő valójában. Nyolc holttest, 3 millió dollár készpénz és egy kokainnal teli kocsi veszi körül, ám Barns-t hamarosan egy DEA ügynök, egy korrupt seriff és egy mexikói drogbáró kezd el követni.

## Szereplők
| Szerep                       | Színész         | Magyar hang    |
| ---------------------------- | --------------- | -------------- |
| Brian Barns                  | Johnny Messner  | Sótonyi Gábor  |
| Bob Rooker DEA-ügynök        | Dolph Lundgren  | Jakab Csaba    |
| Mateo Perez                  | Danny Trejo     | Varga Tamás    |
| Imani Cole                   | Vivica A. Fox   | Agócs Judit    |
| Olson seriff                 | Michael Paré    | Czvetkó Sándor |
| Samuel Perez seriffhelyettes | Michael J. Long |                |
| Christine                    | Natassia Malthe |                |
| Howard                       | John Laughlin   |                |
| Taylor ügynök                | Angell Conwell  |                |
| Black ügynök                 | Chris Jai Alex  |                |
| Jesse                        | Erin O'Brien    |                |
| rendőrtiszt                  | Jon Foo         |                |